# Antonio de Gregorio Rocasolano
Antonio de Gregorio Rocasolano (Zaragoza, 11 de abril de 1873-25 de abril de 1941) fue un químico y académico español, catedrático de Química general de la Universidad de Zaragoza, ciudad en la que desarrolló prácticamente toda su vida profesional.

## Biografía
Discípulo de Bruno Solano en la Escuela de Química de Zaragoza, donde se licencia en 1892. Completó su formación en 1893 con un curso de Microbiología impartido por Émile Duclaux en París, doctorándose en Madrid en 1897.

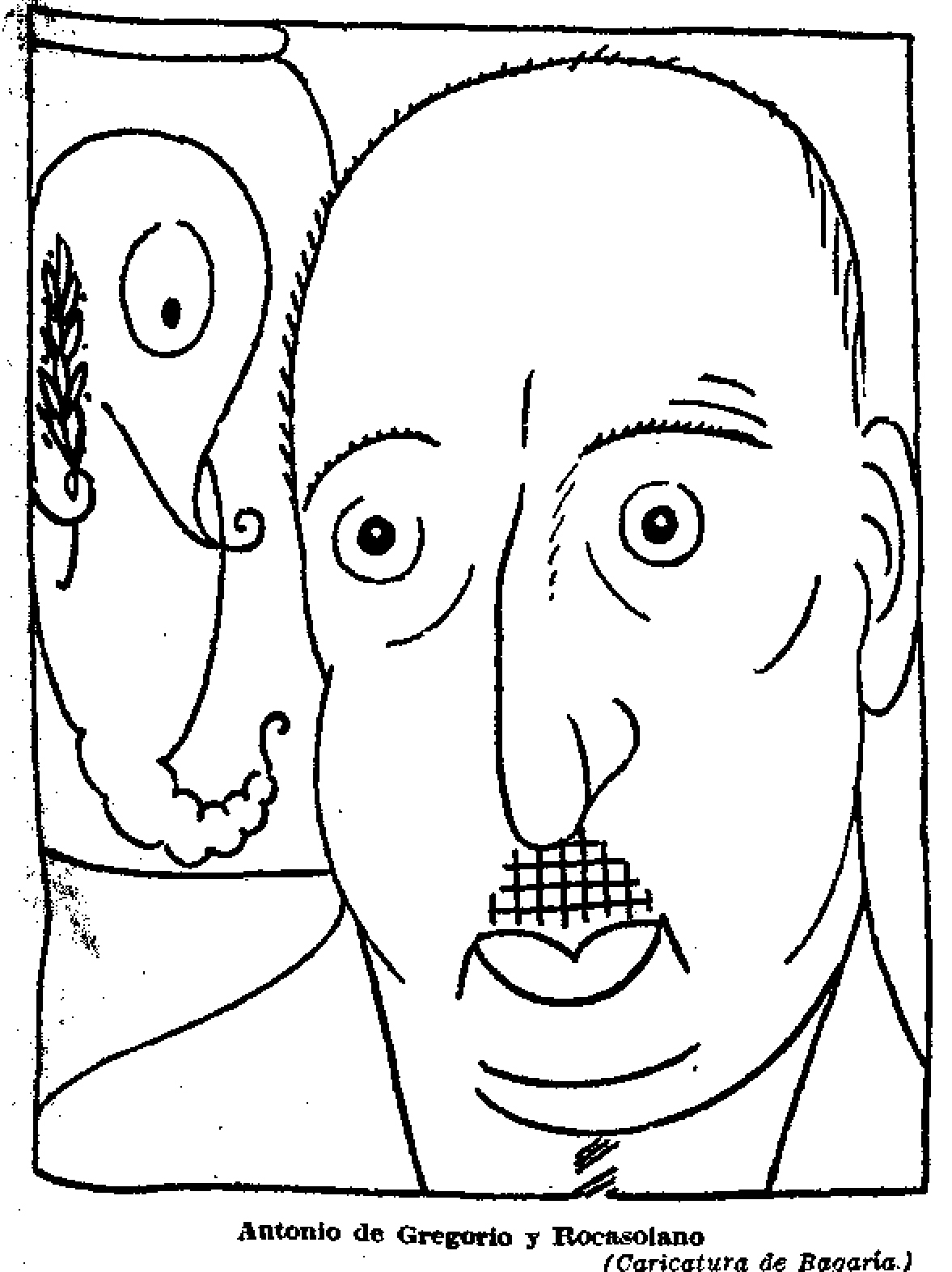
Caricaturizado por Bagaría en El Sol (1928)

En 1902 obtiene la cátedra de Química General de Barcelona, incorporándose a la Universidad de Zaragoza para el desempeño de dicha cátedra por permuta al año siguiente. En 1913 viaja a París para completar sus estudios sobre la alimentación del nitrógeno por vía bacteriana, gracias a una pensión concedida por la JAE. En Zaragoza fue vicerrector en 1921 y rector en 1929. Fue presidente de la Real Academia de Ciencias de Zaragoza desde 1922 hasta 1932 y doctor honoris causa por la Universidad de Toulouse. En 1923 fue uno de los anfitriones en una visita de Albert Einstein a Zaragoza.
Después del golpe de Estado de 1936 juega un papel importante en la configuración de la Universidad y la ciencia durante el periodo franquista. Fue nombrado presidente de la Comisión para la Depuración del Personal Universitario (o Comisión “A”), que tendrá su primera sede en Zaragoza. Esta Comisión, formada inicialmente por Rocasolano (Zaragoza), Ángel González-Palencia Cabello (Madrid), Lorenzo Torremocha Téllez (Valladolid), Isaías Sánchez Tejerina (Valladolid) y Teodoro Andrés Marcos (Salamanca) fue responsable de la separación de servicio, sanción, inhabilitación o traslado de un gran número de profesores de valía. En 1938 fue nombrado académico numerario de la Real Academia de Ciencias Exactas, Físicas y Naturales.

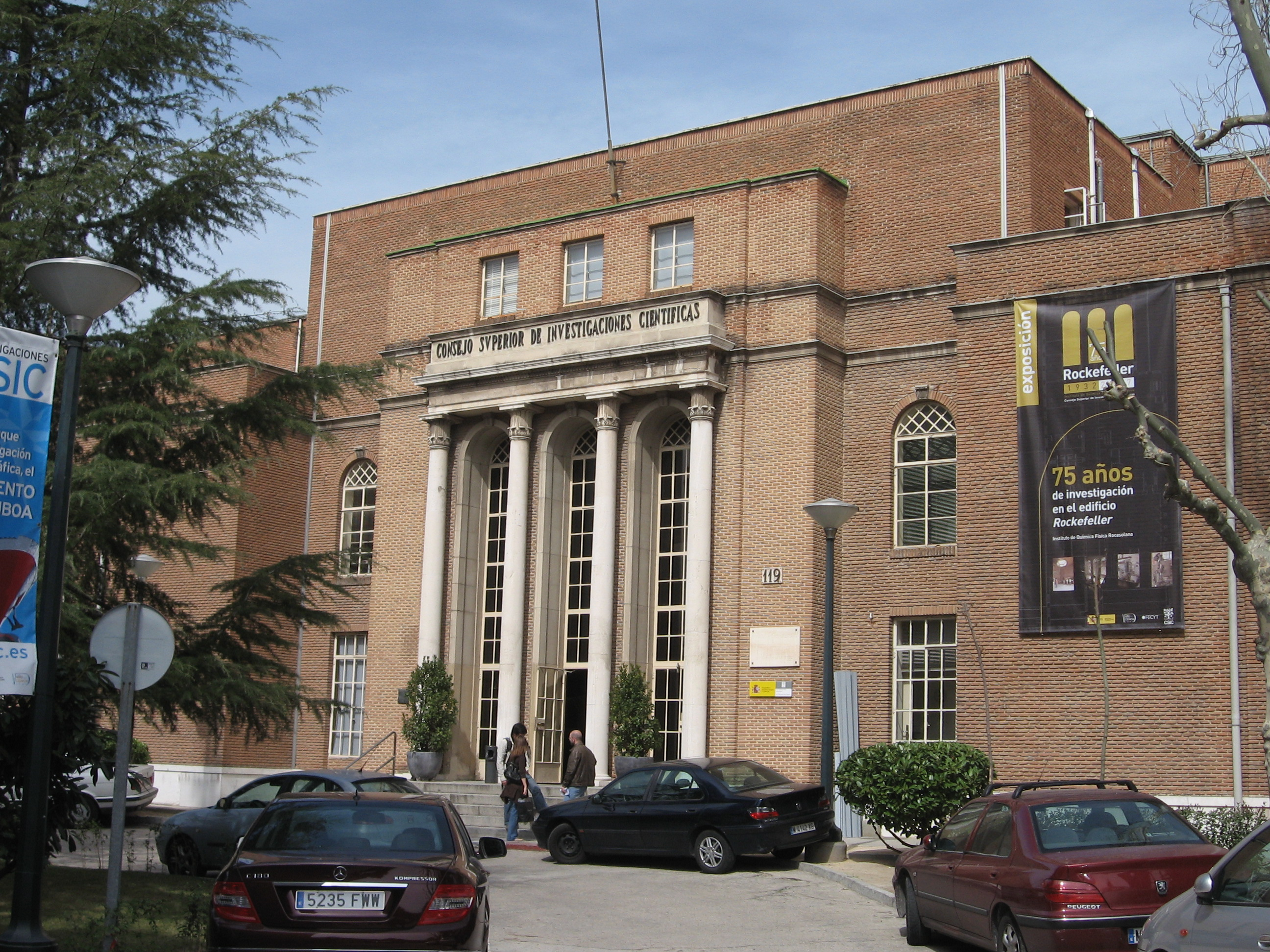
"Edificio Rockefeller", sede actual del Instituto de Química-Física Blas Cabrera del CSIC, Madrid, España. Inaugurado en 1932 para albergar el Instituto Nacional de Física y Química, dirigido por Blas Cabrera.

En 1939 se crea el Consejo Superior de Investigaciones Científicas (CSIC) para sustituir a la Junta para Ampliación de Estudios e Investigaciones Científicas (JAE), y Rocasolano es nombrado vicepresidente  en 1940. Recibe también en 1940 la Gran Cruz de la Orden Civil de Alfonso X el Sabio.
El Instituto de Química-Física del CSIC, sucesor del Instituto fundado en 1932 gracias al apoyo económico de la Fundación Rockefeller y que fuera centro científico español puntero hasta la Guerra Civil, fue renombrado y se conocía hasta 2023 como “Instituto Rocasolano”, cuando se cambió su denominación a Instituto Química Física Blas Cabrera, (IQF) para cumplir con la Ley de Memoria Democrática. Tras su fallecimiento Rocasolano fue alabado como «capitán de la Ciencia española, maestro preclaro, falangista entero en servicio permanente y espíritu selecto en la visión de la enseñanza nacional».

## Ideas políticas
El pensamiento político de Rocasolano está expuesto en diversos materiales. Durante la Segunda República fue miembro del grupo político Acción Española, creado a partir de la revista del mismo nombre. Tras la guerra participó en la construcción del discurso nacional-católico.
En 1940 fue uno de los colaboradores de la obra colectiva Una poderosa fuerza secreta, con un artículo titulado  La táctica de la Institución en el que se criticaba la labor de la Institución Libre de Enseñanza (ILE).

Lo que importa es que las Logias masónicas no puedan actuar sobre el Ministerio de Instrucción Pública contra la paz y el progreso de España, desde la trinchera de la Institución Libre de Enseñanza. Lo que importa es que los que llevamos en el corazón a [130] España opongamos a la funesta táctica internacionalista de la Institución una labor cultural de honda raíz española, alejada de toda política de partido, puesto nuestro ideal en el servicio de Dios y en la grandeza de la España inmortal.

También lanzó ataques contra la JAE, que se centraban en la falta de apoyos al laboratorio que fundara en Zaragoza, al carácter no directamente aplicativo de la investigación («poco aprovechable para la industria nacional o para la producción del campo») y, finalmente, al tópico de que la JAE «desarticula nuestra propia cultura, atacándola en su base religiosa».

## Obra científica
En su obra se encuentran estudios relacionados con la agricultura y la alimentación nitrogenada de las plantas, así como con cinética y catálisis de coloides y el movimiento browniano. También se han señalado sus privilegiadas relaciones con notables científicos extranjeros. Escribió, entre otras obras, Estudios químico físicos sobre la materia viva (2ª ed, 1917) y Aportaciones bioquímicas al problema agrícola del nitrógeno (tres volúmenes, 1933-1939). Falleció en 1941.